# Коваленко Сергій Іванович
Сергій Іванович Коваленко (11 серпня 1947, Порт-Артур — 18 листопада 2004) — радянський  український баскетболіст, олімпійський чемпіон.

## Кар'єра
В 1965—1968 роках тренувався в добровільному спортивному товаристві «Буревісник» у Тбілісі, потім у 1969—1975 роках виступав за київський «Будівельник», а з 1976 року грав за московське ЦСКА.
В складі збірної СРСР став олімпійським чемпіоном Мюнхенської олімпіади. Чотири роки перед тим, у Мехіко, разом із збірною посів третє місце.
- 1965-68 — ГПІ (Тбілісі)
- 1969-75 — «Будівельник» (Київ)
- 1976-80 — ЦСКА (Москва)

Закінчивши грати, працював якийсь час другим тренером київського СКА. Потім пішов в будівельну фірму, де пройшов шлях від охоронця до заступника директора. Був власником фірми з оптового продажу будматеріалів. Останні роки життя провів в Києві.

### Досягнення
- Олімпійський чемпіон 1972, бронзовий призер 1968
- Бронзовий призер чемпіонату світу-1970
- Чемпіон Європи 1969, бронзовий призер ЧЄ-1973
- Чемпіон СРСР 1976-80, бронзовий призер 1970, 1974
- Срібний призер Універсіади 1973
- Нагороджений медаллю «За трудову відзнаку»

## Статистика
Статистика виступів на Олімпійських іграх:
| Команда | Турнір  | Ігри | Очки | Ср.  |
| ------- | ------- | ---- | ---- | ---- |
| СРСР    | ОІ-1968 | 8    | 42   | 5,25 |
| СРСР    | ОІ-1972 | 7    | 18   | 2,57 |
| Усього  | 2       | 15   | 60   | 4,00 |

## Виноски
1. ↑  FIBA database
2. ↑  Коваленко Сергей Иванович. Архів оригіналу за 16 квітня 2008. Процитовано 17 листопада 2008.
3. ↑  Архівована копія. Архів оригіналу за 18 вересня 2015. Процитовано 11 серпня 2009.{{cite web}}:  Обслуговування CS1: Сторінки з текстом «archived copy» як значення параметру title (посилання)